# قطعنامه ۱۷۱ شورای امنیت
قطعنامه ۱۷۱ شورای امنیت سازمان ملل متحد که در تاریخ ۰۹ آوریل ۱۹۶۲ تصویب شد، سندی بین‌المللی دربارهٔ مسئلهٔ فلسطین است. این قطعنامه طی نشست ۱۰۰۶ام با ۱۰ موافق، ۰ مخالف و ۱ ممتنع تصویب شد.